# Dislalia organica periferica
La dislalia organica periferica è un errore di pronuncia determinato da un'alterazione di prima formazione, traumatica o conseguente a paralisi periferica dei muscoli della cavità e degli organi di risonanza e articolazione verbale.
Si classificano in base alla zona in cui avviene l'errata impostazione del fonema:
- dislalie labiali: rare, di origine traumatica o chirurgica, paresi o paralisi mono o bilaterale del VII paio di nc in caso di schisi uni o bilaterale, con labbro superiore corto (/p/, /b/, /m/);
- dislalie dentali o delle arcate dentarie: frequenti, compromettono la produzione delle costrittive labiodentali /f/, /v/, delle linguodentali /l/, /r/, e delle sibilanti /ts/, /dz/, /s/, /z/, /st/;
- dislalie organiche linguali: rare, sono alterazioni delle dimensioni della lingua (micro- o macroglossia), post-traumatiche o chirurgiche come quelle secondarie a glossectomia, paralisi mono o bilaterali dell'ipoglosso;
- dislalie organiche palatali: provocano la compromissione della divisione tra cavità orale e nasale per lesioni del palato duro o del palatofaringe; determinano la trasformazione di /b/, /d/, /g/ in /m/, /n/, /ŋ/. Avremo quindi:
  - palato primario: cheiloschisi (labbro), gnatoschisi (arcata alveolo-dentale);
  - palato secondario: stafiloschisi (velo), uranoschisi (palato duro), uvuloschisi (ugola);
  - forme associate

## Fisiopatologia
Le schisi palatali congenite determinano una sindrome palatina con alterazione della separazione oronasale, con possibili compromissioni encefaliche e uditive.
Labioschisi: schisi del labbro superiore con o senza palatoschisi, compare in 1/900 neonati. Può essere mono o bilaterale in cui il/i processi mascellari non si fondono con i processi nasali mediali.
Palatoschisi: 1/2500 neonati, può essere mono o bilaterale e coinvolge l'ugola o può estendersi al palato molle o al palato duro.
Labiopalatoschisi: 2/1000 bambini, malformazione che interessa linguaggio, udito, masticazione, estetica e aspetti relazionali; la schisi del labbro è più frequente nei maschi, quella del palato nelle femmine. Si verifica tra la V e VI settimana di vita intrauterina. Possono insorgere difficoltà nella deglutizione, nella suzione e nell'alimentazione, i bambini non riescono a chiudere perfettamente la cavità nasale dal palato molle e quindi non succhiano bene il latte dal biberon, vanno più facilmente incontro ad otiti, hanno problemi fonetici per la non perfetta occlusione della cavità nasale e hanno una pronuncia nasale che scompare dopo un intervento. Possono inoltre presentare problemi al normale sviluppo dentale.

## Trattamento
Il protocollo chirurgico prevede:
- la chiusura del labbro e palato molle a 2-3 mesi;
- la chiusura del palato duro a 5 mesi;
- rinofribroscopia TAC e trattamento ortodontico a 6 anni;
- faringoplastica a 8-10 anni;
- eventuale rinoplastica e/o osteotomia a 16-18 anni.

Nel periodo post-operatorio, il bambino, medicato giornalmente, viene alimentato con cibi semiliquidi, con il cucchiaino, per evitare di mettere in bocca mani e ciuccio.